# Tandem (pel·lícula)

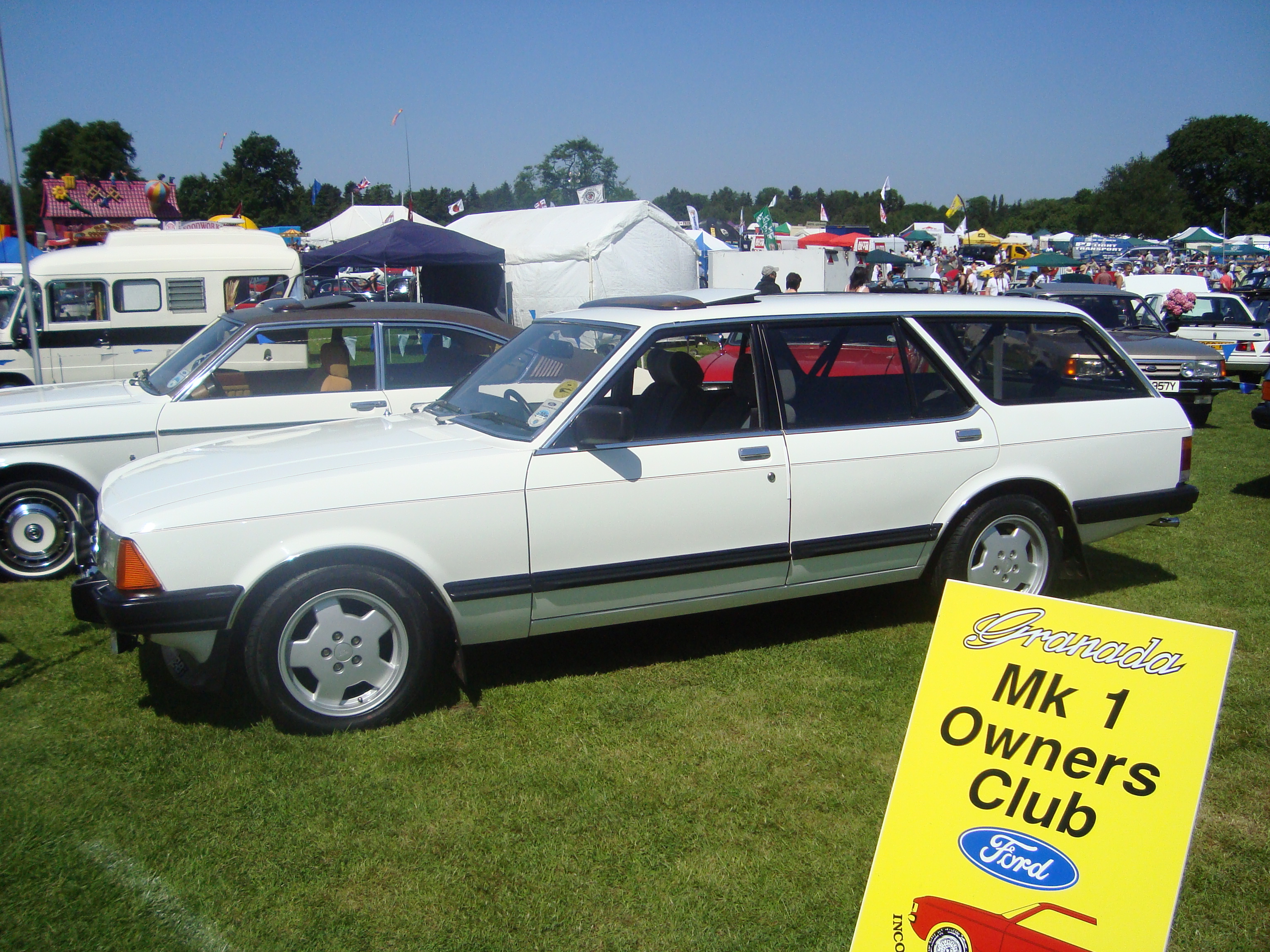
Mortez i Rivetot recorren França amb un Ford Granada break blanc.

Tandem és una pel·lícula francesa dirigida per Patrice Leconte, estrenada l'any 1987.
Inspirada en la carrera del presentador de ràdio Lucien Jeunesse i el Le Jeu des 1000 euros que presenta, aquesta comèdia dramàtica ambientada en un teló de fons de road movie mostra la relació entre un presentador de ràdio una mica nerd (interpretat per Jean Rochefort) i l'enginyer del so que l'ajuda (interpretat per Gérard Jugnot), que travessen França, fins que l'emissió de ràdio s'acaba cancel·lant.
Nominada en diverses categories a la 13a cerimònia del César l'any 1988, incloent-hi les de millor pel·lícula, millor actor (per a Gérard Jugnot i Jean Rochefort) i millor director, Tandem només va guanyar el César al millor cartell.